# عاطفه رمضانی‌زاده
عاطفه رمضانی‌ (زاده ۱ اردیبهشت ۱۳۷۱ در ارزوئیه) بازیکن فوتبال اهل ایران است که برای تیم ملی فوتبال زنان ایران و باشگاه فوتبال زنان خاتون بم در لیگ فوتبال زنان ایران بازی می‌کند.
انتشار استوری جنجالی وی در اعتراض به وضعیت موجود در ایران پس از نا‌آرامی های سال ۱۴۰۱ در برخی رسانه های ورزشی داخل و خارج از ایران خبرساز شد.